# 圣纳泽尔德瓦朗塔纳
圣纳泽尔德瓦朗塔纳（法語：Saint-Nazaire-de-Valentane）是法国南部-比利牛斯大区 塔恩-加龙省的一个市镇，属于卡斯特尔萨拉桑区 布尔德维萨县。该市镇2009年时的人口 为351人。

## 人口
圣纳泽尔德瓦朗塔纳人口变化图示
| 数据来源：INSEE |